# Krokodil im Nacken
Krokodil im Nacken ist ein autobiographischer Roman von Klaus Kordon. Er schildert einerseits die gescheiterte Flucht Kordons mit seiner Familie aus der DDR über Bulgarien 1972 sowie die daran anschließende etwa einjährige Zeit, die er in Stasi-Haft und Gefängnissen verbrachte. Parallel dazu entfaltet Kordon in Rückblenden seine Lebensgeschichte, beginnend mit der mütterlichen Kneipe in Ost-Berlin im Stadtteil Prenzlauer Berg über Erfahrungen in DDR-Erziehungsheimen, im Wehrdienst der Nationalen Volksarmee, in diversen Beschäftigungsverhältnissen und als DDR-Außenhandelskaufmann bis zur schließlich aus der Haft heraus bewilligten Ausreise in die BRD.

## Entstehungsgeschichte
Sämtliche Geschehensaspekte des Romans entstammen Kordons persönlicher Lebensgeschichte, auch wenn der Ich-Erzähler seinen Lebensweg in der DDR unter dem Namen Manfred Lenz schildert und auch Familie, Freunde und Bekannte in dem Roman umbenannt sind. Dazu befragt, erklärt Kordon, er habe mit Memoiren das Problem, dass sie dem Zweck der Selbstverteidigung dienten. Das habe er für sich vermeiden wollen. „Das Buch erzählt schon so ungefähr so, wie es gewesen ist. Aber ich musste beim Schreiben nicht immer denken: Das bin ich. Sondern: Das erlebt Manfred Lenz.“ Dieses Buch veröffentlichte Kordon 2002, lange nach dem darin geschilderten Geschehen, als längst arrivierter Schriftsteller mit einem umfangreichen Werk. Als einen wesentlichen Antrieb für diese autobiographische Vergangenheitsbetrachtung bezeichnet er das eigene Erklärungsbedürfnis gegenüber seinen Kindern, die die Zeit während seiner und seiner Frau Inhaftierung – und auch noch nach beider anschließenden Ausreise – in DDR-Kinderheimen verbringen mussten. Seine Tochter habe ihm gegenüber nach der Lektüre bemerkt, er habe ihr dadurch zwei Jahre ihrer Kindheit wiedergegeben. Das Leiden auch der Eltern während der Trennung von den Kindern und die zu dem als Urlaub getarnten Fluchtversuch führende Vorgeschichte – das Aufwachsen des Vaters im DDR-System – konnte ihr dadurch begreiflich werden. Kinder kennen, so Kordon, ihre Eltern in der Regel nur als Eltern, nicht in ihrer Kinderzeit. „Die Jugendlichen, die ihre Eltern waren, die Träume, die sie hatten. Die erzählt man ja auch nicht als Eltern.“

## Gestaltungsmerkmale
Das Aufwachsen des Ich-Erzählers Manfred Lenz ist der Schilderung von Fluchtversuch und Haftzeit nicht vorangestellt, sondern wird nach und nach eingeflochten in die Darstellung der Haftumstände und der Verhörsituationen. Gegliedert ist das Buch in drei Teile zu insgesamt 31 Kapiteln, die sich etwa zu etwa gleichen Anteilen einerseits der Haftsituation von Manfred Lenz und andererseits seinem Werdegang widmen. Der erste Teil, „Inseln“, umfasst 15 Kapitel, die neben dem Geschehen in Haft das Aufwachsen des „Manni“ oder „Manne“ Lenz in der Berliner Nachkriegssituation unter Trümmern bis zum Bau der Berliner Mauer 1961 erfassen. Der zweite Teil, „Glück“, mit insgesamt 11 Kapiteln reicht hinsichtlich des Werdegangs von Lenz‘ ersten Arbeitsverhältnissen als Erwachsener über das Glück, die richtige Frau zu finden und mit ihr zwei Kinder zu haben, bis zum Aufbruch in Fluchtabsicht nach Bulgarien. Der dritte Teil, „Eine Farce“, umfasst in fünf Kapiteln den Zeitraum von der Verurteilung durch ein DDR-Gericht bis zur Ankunft der Eheleute im Westen.
Nicht nur die wiederkehrenden Wechsel zwischen den Schilderungen einer oft trostlosen Haftsituation und den sehr lebendigen und detailreichen Rückgriffen in die autobiographische Vergangenheit halten das Leserinteresse wach. Viele indirekte oder in Zitatform eingestreute Dialoge und humorvolle Bemerkungen, die auch in der Zellensituation unter den Häftlingen ausgetauscht werden, lockern das annähernd 800 Seiten umfassende Werk auf.

## Handlungsorte und Bezugspersonen

### Kind in der Kneipe

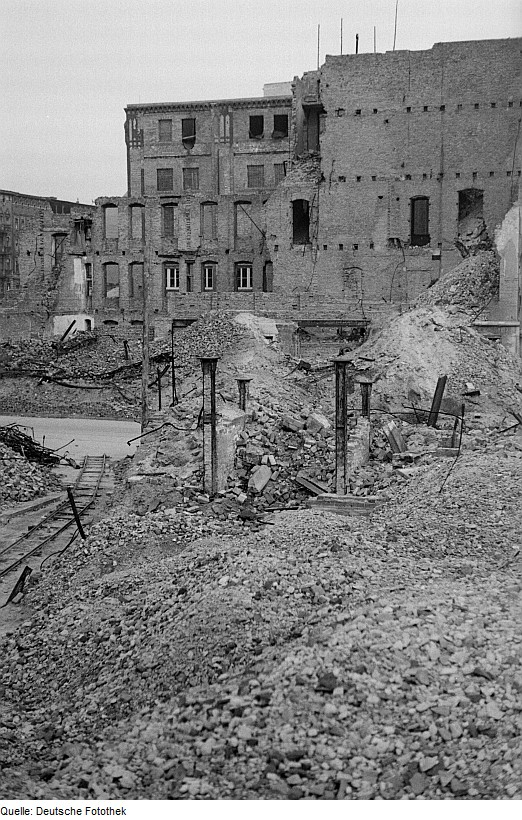
Nachkriegsruinenlandschaft

Die von Mannis Vater gepachtete Eckkneipe an der Einmündung der Raumer Straße in die Prenzlauer Alle wird von seiner Mutter allein weiterbetrieben, nachdem ihr Mann – zunächst als Vermisster – aus dem Krieg nicht zurückgekehrt ist. Der Junge mag die Kneipe nicht: zu viele rauchende und trinkende Leute in lautstarker Unterhaltung. „Und als er noch ganz klein war, nahmen sie ihn auf den Arm, hauchten ihn mit ihrem Bier- und Schnapsatem an und redeten wirr auf ihn ein. Und ganz besonders freundliche Gäste gaben ihm Schnapsneigen zu trinken und freuten sich, wenn er davon immer lustiger wurde.“ (S. 91) Im Kriegsjahr 1943 geboren, wächst Manni mit den Trümmerlandschaften der Berliner Nachkriegszeit auf. Das Spielen in den Ruinen ist den Kindern wegen der noch herumliegenden Munitionsreste und Sprengkörper zwar verboten, was dortige Aktivitäten wie Höhlenbau und die Entdeckung von Kellergängen aber nur umso spannender macht. (S. 97 f.)
Manni – unter drei Brüdern der jüngste – erleidet außer dem Vater früh einen weiteren großen Verlust, als sein mittlerer Halbbruder beim Fußball einen Riss der Bauchwand erleidet und Tage später nach einer Operation verstirbt. (S. 116–119) Als annähernd Zehnjähriger beginnt Manni, sich für die Gespräche der Kneipengäste zu interessieren, und findet vor allem an den Ausführungen von „Onkel Ziesche“ Gefallen. Bald fährt der Junge im Auftrag seiner in der Kneipe gebundenen Mutter zum Einkaufen auch die zwei S-Bahnstationen zum Gesundbrunnen, „dem westlichen Einkaufsparadies“ der Ostler vom Prenzlauer Berg. Dafür eignet er sich recht flott die nötigen Rechenkenntnisse für die schwankenden Wechselkurse zwischen Ost- und Westmark an. Anerkennend verweist Onkel Ziesche diesbezüglich auf jene Genies, die zwar in der Schule nicht viel geleistet, die Menschheit durch ihren praktischen Verstand aber weit vorangebracht hätten. Zudem wird Manni fleißiger Kinobesucher, und zwar mithilfe von Freikarten, die der Mutter von den nahegelegenen Helmholtz-Lichtspielen dafür überlassen werden, dass sie deren Kinoplakate ins Kneipenfenster hängt. Er genießt die Vorführungen als Freikarten-Stammkunde bevorzugt auf der Holzverkleidung der Zentralheizung liegend. Handelt es sich um einen ihn packenden Film, beflügelt ihn das für den Rest des Tages; war’s nichts damit, malt er sich Alternativen zu dem Gesehenen aus. Dieses Zurechtrücken unbefriedigender Filme wird ihm zur Leidenschaft. (S. 139–147)
Die in der Nähe des Standesamts gelegene Kneipe heißt zwar Zum Ersten Ehestandsschoppen, ist aber eher Anlaufpunkt für ein Stammpublikum aus dem näheren Umfeld. 1950 heiratet die Mutter erneut, und zwar einen von den Söhnen abgelehnten Rangierer vom Betriebsbahnhof Rummelsburg namens Willi Meisel, der als Kneipenwirt aber wenig Engagement an den Tag legt und sich lieber als Mitkonsument zu den Gästen gesellt. Manni mag ihn nicht, zumal der Stiefvater seine Mutter im angetrunkenen Zustand auch mal so gewalttätig angeht, dass der Junge lange die Schule schwänzt und hernach sitzenbleibt. Weder Eltern noch Lehrer wirken zu dieser Zeit als erzieherische Leitbilder; Orientierung findet der Junge stattdessen in seinen Buchlektüren. (S. 155–161) Manfreds Mutter stirbt mit noch nicht 51 Jahren in jenem Krankenhaus in Weissensee, das auch sein Bruder Wolfgang nicht mehr lebend verlassen hat. Der nun 13-Jährige kommt unter die Vormundschaft seines bereits erwachsenen und verheirateten Bruders Robert, hat aber Schwierigkeiten, sich in die häusliche Ordnung seiner Schwägerin und in ihre Anordnungen zu fügen. (S. 199–214)

### Heranwachsender in Heimunterbringung

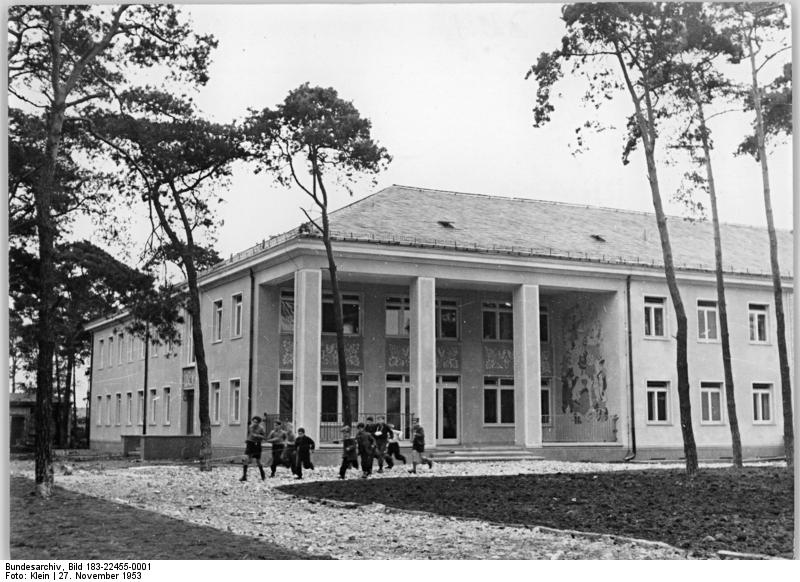
Kinderheim Königsheide, Haus 1

Schließlich ist er einverstanden, nach einem Jahr in das Kinderheim in der Königsheide zu wechseln. Dort freundet er sich mit dem Jugendauswahl-Schachspieler Erich („Ete“) Kern an, durch den er Anschluss an eine zu vielerlei Streichen aufgelegte Jungen-Clique bekommt. Nach einem vermeintlich unbemerkten nächtlichen Ausflug mit Kreideverunstaltungen im Flur des Mädchenhauses werden die Übeltäter bei der Rückkehr von ihrem Hausleiter Johann Taube bereits erwartet und für den Rest der Nacht zum Kohleschippen in den Heizungskeller beordert (S. 225 f.) Später verlegen sich die beiden Zimmergenossen Manne und Ete auf ein nächtliches Ausrücken nur zu zweit. Dabei trauen sie sich über die Schlesische Brücke sogar nach West-Berlin, wo sie beim Kinobesuch auch einmal auf ihren Musiklehrer Mylius treffen und sich mit ihm per Blickkontakt diskret auf wechselseitiges Stillschweigen verständigen. (S. 238 f.)
Als man Manne nach zwei Jahren in der Königsheide nachts im Mädchenzimmer bei einer Unterhaltung mit Ella auf ihrem Bett erwischt, wird er vom Heimleiter „Papa Reiser“ in ein anderes Heim verlegt, in der Nähe gelegen auf der mädchenfreien Insel der Jugend, damit er nicht auch noch die Schule wechseln müsse. Hier verbringt er weitere zweieinhalb Jahre, in denen er die Bibliothek betreut, Heimratsvorsitzender wird und neue Freundschaften schließt, bis auch Ete in seiner Heimkarriere schließlich wieder zu ihm stößt. In Ferienzeiten und an Wochenenden sucht man sich Jobs, vor allem, um sich nach eigenen Leitbildern mit Klamotten zu versorgen. Heimleiter Seeler hat nichts dagegen, schaffe doch Arbeit den Menschen. Als besonders lohnend erweisen sich die natürlich verbotenen Arbeitseinsätze im Westteil der Stadt. Zu zweit kann das Entladen eines Kohlenwaggons über Nacht jedem 20 Westmark einbringen, wofür West-Jeans oder neue Schuhe zu bekommen sind. Bei der Heimleiter-Litanei von der „Eiterbeule“ West-Berlin und der eigenen Abkanzelung als „Werbesäulen für die kapitalistische Wirtschaft“ mimt man beschwichtigend Einsicht und macht dann weiter wie gehabt. (S. 286 f.)
In Sachen Berufsfindung bzw. -lenkung äußert Manne den Wunsch, etwas mit Büchern zu machen, vielleicht Bibliothekar oder Buchhändler, bekommt aber zu hören, dass er sich zwischen Maurer, Dreher und Mechaniker entscheiden könne. Er nimmt das Angebot der Ausbildung zum Funk- und Fernsehmechaniker an und verbringt ein halbes Jahr in der Ausbildungswerkstatt beim Deutschlandsender in Königs Wusterhausen, bis er jedes Interesse daran verliert. Heimleiter Seeler will ihn daraufhin als Presseauswerter beim Staatlichen Rundfunkkomitee unterbringen, wo seine Bewerbung aber durchfällt, wahrscheinlich wegen seines Auftretens in Westklamotten, wie ihm Seeler nachher zu verstehen gibt. Einigermaßen akzeptabel erscheint ihm dann die Beschäftigung als Expedient in der Omnibus- und Lastkraftwagen-Reparaturwerkstatt im VEB OLW. (S. 294–297)

### Arbeit und Familie nach dem Mauerbau

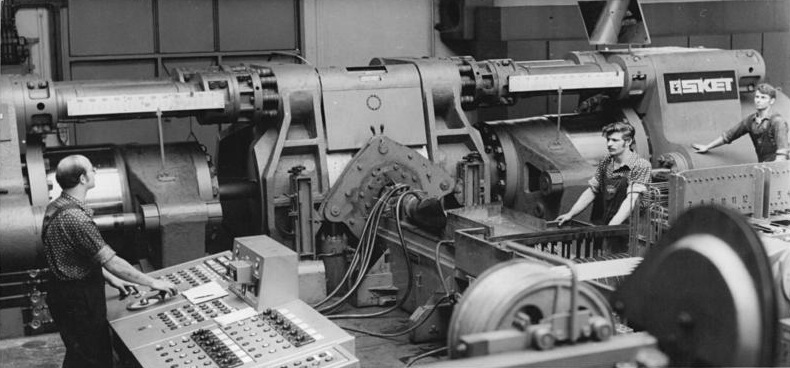
Beschäftigte im VEB Kabelwerk Oberspree 1970

Die Nachricht von der Errichtung der Mauer am 13. August 1961 erreicht Manne und seine Heimkameraden während einer Ferienfreizeit am Greifswalder Bodden. Fortan ist es mit heimlichen Ausflügen in den Westteil der Stadt vorbei. Mit Ete beobachtet er in den folgenden Wochen den Ausbau der Grenzbefestigungen. Der Freund entschließt sich zu der Freiheit versprechenden Flucht, während Manne sich als Flüchtling im Westen einstweilen nicht besser aufgehoben sieht als in der vertrauten Umgebung. (S. 309–315) Seinen 18. Geburtstag feiert Manfred Lenz mit Heimkumpels alkoholisch so ausschweifend, dass er die Rückkehr ins Heim verpasst, am Folgetag vom Heimleiter als nun Volljähriger hinausgeworfen wird und sich vom Wohnungsamt in Prenzlauer Berg im dritten Hinterhof, unweit der vormaligen mütterlichen Kneipe, eine Einzimmerwohnung mit Außenklo zuweisen lässt. (S. 305–308) Auch seine Arbeitsorte und -tätigkeiten wechselt Lenz mehrfach. Nach der Kündigung beim VEB OLW verbringt er nur drei Wochen mit Packarbeiten im Militärverlag der DDR und nimmt dann eine besser entlohnte Knochenarbeit im VEB Kabelwerk Oberspree an. (S. 421–438)
Wenig später lernt er im Februar 1962 bei einem Faschingsfest im Plänterwald seine künftige Frau Hannah und ihre in Frankfurt am Main lebende Stiefschwester Ursula kennen, die gerade zu Besuch ist. Bereits bei dieser vom Tanzen zu zweit bestimmten Gelegenheit führt er Hannah vor das Faschingsstandesamt; im Mai 1963 heiraten beide offiziell. (S. 445–454) Unter den mitfeiernden Familienmitgliedern aus Ost und West sind Hannahs Vater, der als korrupter Baudirektor in Frankfurt am Main nach einem fehlgeschlagenen Suizidversuch zusammen mit Hannah nach Ost-Berlin in eine Sachbearbeiter-Stelle geflohen ist, Hannahs Bruder Jo, dem der Vater das Haus in Frankfurt überschrieben hat, und die Stiefschwester Ursula. Nicht dabei ist Hannahs ebenfalls in Frankfurt verbliebene Schwester Fränze (Franziska), die sich politisch und privat früh vom Vater distanziert hat. Doch auch so bekommen die Brautleute die wechselseitigen innerfamiliären Gegensätze überdeutlich zu spüren. (S. 462–469)
Bald darauf entschließt sich Lenz, an der Volkshochschule das Abitur nachzuholen, um noch studieren zu können. Schichtarbeit im Kabelwerk geht damit nicht zusammen, wohl aber eine Tätigkeit ebenda als Vulkaniseur. Nun schuftet er vor der abendlichen Beschulung acht Stunden im Eiltempo mit gummibestückten Blechen zwischen bis zu 145 Grad Celsius heißen Öfen. Als auch das nach zwei Monaten über seine Kräfte geht, sattelt er um – Hannah ist unterdessen schwanger und sein Lohn wird für die Familie gebraucht – und wird Tauchlackierer beim VEB Leuchtenbau am S-Bahnhof Ostkreuz. Mit Rücksicht auf die Familie lässt Lenz seine Ambitionen auf eine mit vielen Unwägbarkeiten behaftete Schauspielerkarriere schließlich fallen und betätigt sich als Expedient in einem Lieferdienst für pharmazeutische und medizintechnische Artikel. Diese Stelle eröffnet ihm die Möglichkeit, als Abiturient ein kombiniertes Fern und Direktstudium an einer Leipziger Fachhochschule aufzunehmen – bei fortlaufender betrieblicher Entlohnung.

### Wehrdienst in der Nationalen Volksarmee
Unmittelbar nach der in Leipzig bestandenen Aufnahmeprüfung liegt im Briefkasten die Vorladung der NVA-Musterungskommission, die Lenz nach dreistündigen Untersuchungen für truppendiensttauglich erklärt und den DDR-Luftstreitkräften zuweist. Den anderthalbjährigen Wehrdienst zu verweigern und sich stattdessen als Bausoldat verpflichten zu lassen, kommt für ihn kaum in Betracht: Alle Abituranstrengungen und Studienpläne wären damit hinfällig. Das Ausbildungslager der „Flieger“ liegt in Altwarp am Stettiner Haff. Feldwebel Holzinger, überraschenderweise bayrischer Herkunft, gibt den üblen Schleifer: „Net so steifoarschig! Koa Ehestandsbewegungn, Liegestütze wuill i sehn! […] Net latschn – marschiern! Was seids nur für a stinkata Schwoaßfuaßtrupppn! Na, wartet, eich scheich i, bis ihr Speiseöl schifft! Sakra, no amol!“ (S. 497) Lenz traktiert er bei der Gasmaskenübung annähernd bis zur Bewusstlosigkeit. (S. 500 f.) Nach drei Wochen derartiger Grundausbildung wird er im Rahmen der Flieger-Spezialausbildung der Planzeichnung zugeteilt und in eine Einöde bei Boizenburg verlegt. Bei der Registrierung der Flugbewegungen durch Markierungen innerhalb des vorgegebenen Koordinatensystems geht es vor allem um die Überwachung des auf drei Korridore beschränkten Flugverkehrs der Westalliierten von und nach West-Berlin.

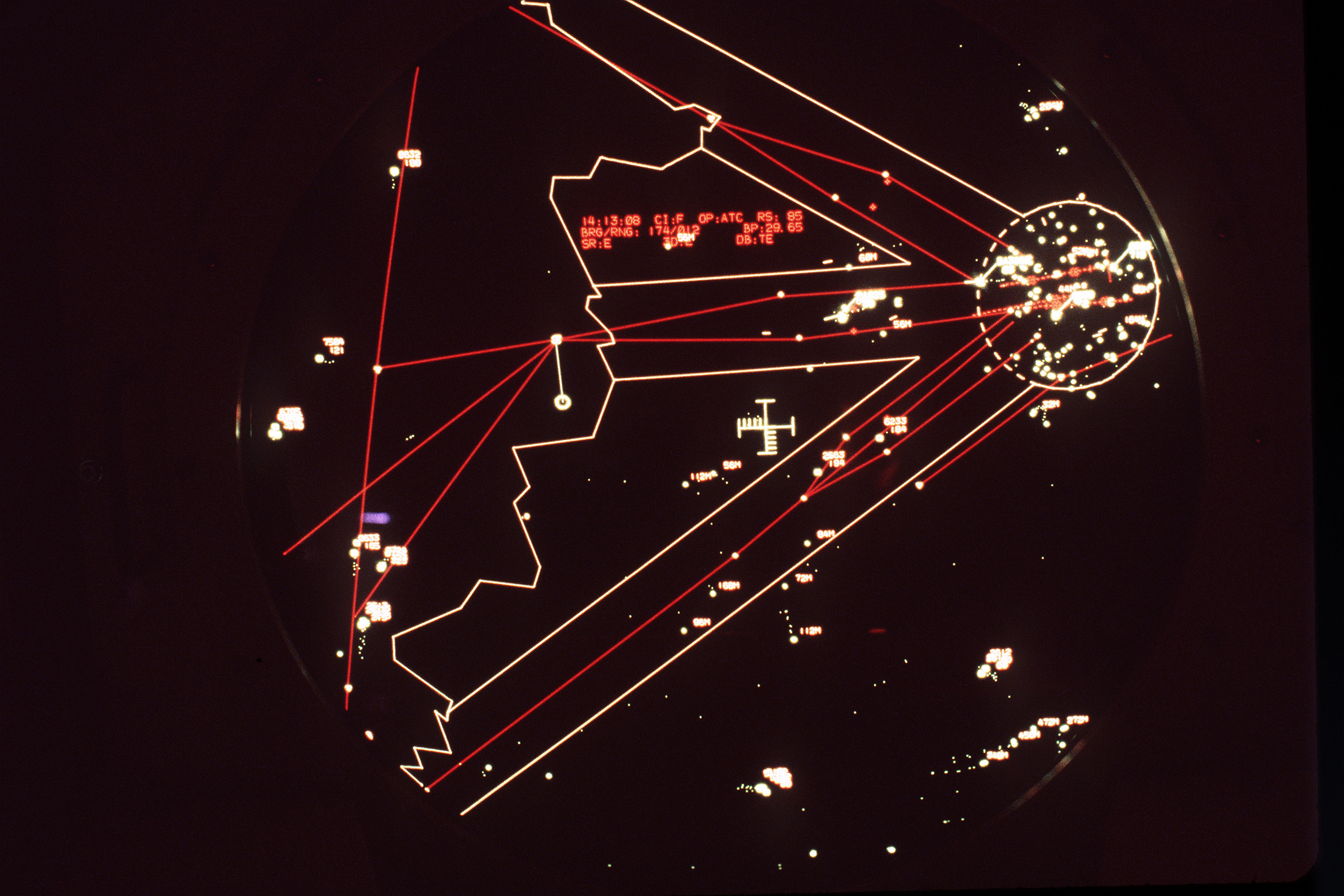
Überwachungsbereich: Luftkorridore von und nach West-Berlin

Nach der ebenfalls dreiwöchigen Spezialausbildung kommt Lenz für die verbleibende sechzehnmonatige Dienstzeit an den NVA-Luftverteidigungsstandort Pragsdorf, wo er sich infolge seiner gerade erworbenen Fähigkeiten bei der raschen Erfassung von Flugbewegungen regelmäßig für Bestenabzeichen und Sonderurlaube qualifiziert. Marsch-, Gelände- und Schießübungen bleiben ihm hier weitgehend erspart. Wenn er bei der Flugüberwachung im Nachtdienst allein ist und keine Flugbewegungen zu registrieren hat, widmet Lenz sich heimlich seiner privaten Schriftstellerei. Die dabei entstehenden Papiere versteckt er in der Kommandozentrale selbst, um sie bei Gelegenheit zu bergen und Hannah zur Abschrift zu übergeben. Die ist besorgt: „Wenn einer das liest! Das bringt dich ins Gefängnis.“ (S. 525 f.) Zehn Tage vor Ende seiner Wehrdienstzeit darf Lenz die Geburt seines Sohnes Micha begleiten; und bald darauf kehrt er in eine neue Zwei-Zimmer-Wohnung mit Bad und Zentralheizung in Berlin-Friedrichsfelde zur nun vierköpfigen Familie zurück. Den angebotenen Offizierslehrgang, der ihn in einem Vierteljahr zum Unterleutnant der Reserve befördern würde, lehnt er mit Hinweis auf das nun endlich zu beginnende Studium ab. (S. 540 f.)

### Aufstieg zum DDR-Außenhandelskaufmann
Zurück an seiner vorherigen Arbeitsstelle wird Lenz mit Hinweis auf von der NVA rückgemeldete hervorragende Wehrdienstleistungen zum Disponenten in der Apothekenabteilung gemacht, bald danach zum Hauptdisponenten der betrieblichen Einkäufe für die Bezirke Berlin und Frankfurt/Oder, und noch ein Jahr später steigt er im Betrieb zum Leiter der Einkaufsabteilung auf, ist fortan „einer der fünf wichtigsten Männer“ im Haus. (S. 559–561) Nun drängt man ihn, SED-Mitglied zu werden, sein Chef als Zweiter jedoch nur halbherzig und schließlich abbrechend, nachdem Lenz ihm vermittelt hat, dass der verordnete parteiliche Gleichtritt nichts für ihn sei. (S. 562–569) Als Leipziger Student nimmt Lenz Anteil an dem geplanten und dann auch durchgeführten Abriss der alten Universitätskirche, der Paulinenkirche, einem Wirkungsort sowohl Martin Luthers als auch Johann Sebastian Bachs. Gegen die im Vorfeld gegen den Abriss demonstrierenden Studenten reagiert die Staatsmacht wie gewöhnlich repressiv. Als Lenz darüber mit dem Fachrichtungsleiter für die gesellschaftswissenschaftlichen Fächer in eine Diskussion gerät, bescheidet ihn der stark sächselnd: „In diesem Fall gäht’s doch nicht um de Hischtorie, es gäht um unsern Schtaat, um de Rägierung der Arbeiter und Bauern, um de Macht in unser’n Händen. Da will man ran. Klän fängt ma an – mit ner Kärsche, was is denn nu scho änne Kärsche? – aber wo, Länz, hört’s auf?“ (S. 572–574)

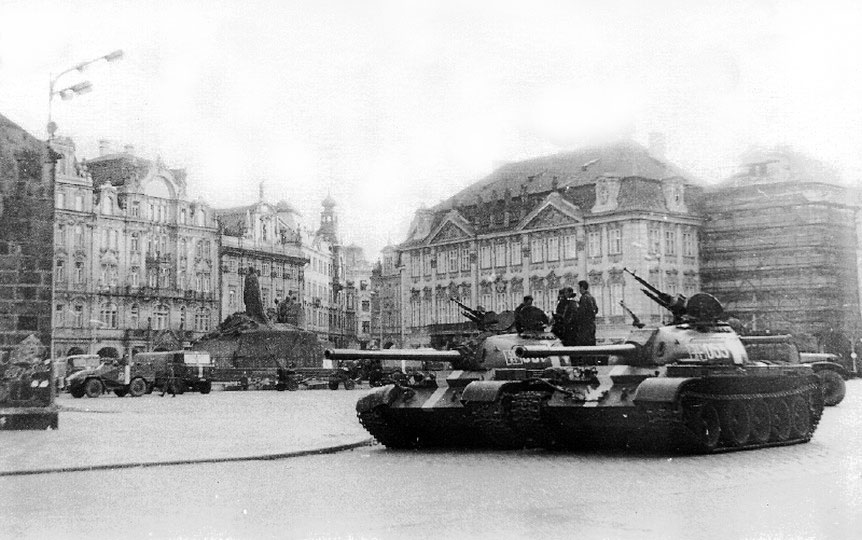
Sowjetische Panzer auf dem Altstädter Ring in Prag

Indem Tochter Silke aus dem stark politisierten Schulunterricht bestimmte Erwartungen an ihr Elternhaus mit nach Hause bringt – etwa bezüglich Fahnenschmuck zu Staatsfesttagen oder zu vorbildlich früher Stimmabgabe an Wahltagen – geraten Hannah und Manfred Lenz mit ihrer kritischen Sicht auf das politische Alltagsleben in der DDR in einen Zwiespalt, der ihnen kleine Notlügen abnötigt. Als 1968 Panzer gegen den Prager Frühling rollen, fühlen sie sich mitverantwortlich. „Sag mir, wo du stehst, lautete eine Parole der Zeit; Lenz wusste längst, dass er falsch stand. Schreibend reagierte er seinen Zorn ab, höhnte er voll Verachtung, klagte er lauthals an.“ Doch am Arbeitsplatz handelt er auftragsgemäß und verliest innerlich zerrissen als Abteilungsleiter vor seinen Mitarbeitern eine Lageerklärung des Zentralkomitees der SED. In der darauffolgenden schlaflosen Nacht meldet sich „sein besseres Ich“ mit Gewissensbissen, „dieses Krokodil mit den riesengroßen, aber eben nicht nur damit knirschenden Zähnen“, das ihm künftig weiter zusetzen wird. (S. 575–580)
Im Mai 1969 bewirbt Lenz sich erfolgreich für die Verwendung im Außenhandel beim Unternehmen intermed mit dem Büro gegenüber der Jannowitzbrücke, eine für ihn erfreuliche Rückkehr an die Spree. Die Kleiderordnung für den Exportkaufmann sieht nun Anzug, Krawatte und Einstecktuch vor und dazu weltmännisches Pfeiferauchen. Hier begegnet er Dienstreisenden, die aus Bagdad, Rio de Janeiro oder Paris zurückkehren und mit Erfahrungen aus einer anderen als der ihm vertrauten Welt großtun. Auch hier gelten aber die Grundgegebenheiten des sozialistischen Arbeitslebens in der DDR; und Lenz wird angehalten, sich regelmäßiger an Brigadeabenden und an der Brigadearbeit zu beteiligen. Nachts schreibt er sich seinen Anpassungsfrust vom Leib. Die Geschäftsbeziehungen zu ausländischen Partnerfirmen entwickelt er erfolgreich, die Planerfüllung bereitet ihm für sein Teil keine Schwierigkeiten. Man befördert ihn, obwohl er weiterhin den SED-Eintritt zu vermeiden weiß, und genehmigt ihm zwecks Schuldeneintreibung schließlich auch eine Dienstreise nach Indonesien, begleitet von einem Fachkollegen, einem bereits erprobten Indonesien-Reisenden. (S. 585–597) Es gelingt ihm mit Tricks und Verhandlungsgeschick, die Schulden einzutreiben, und er kann mit seinem Dienstreisegefährten nebenbei auch touristische Aktivitäten entfalten. Bald danach führt ihn als Mitglied einer Viererdelegation eine weitere Auslandsreise nach Indien, bei der er sich im touristischen Teil aber gegängelt sieht, als man ihm bedeutet, bei Stadtbesichtigungen auf Alleingänge zu verzichten und sich aus dem Quartett nicht zu entfernen. Daheim gibt er unter dem Eindruck wiederholter Einengungen die erreichte privilegierte Stellung bald danach auf und heuert beim VEB Haushaltselektrik an, der die Bevölkerung mit Haushaltsgeräten zu versorgen hat. Dienstreisen gehen nun nicht mehr weiter als bis Dresden und Erfurt; dafür scheint das Gewissenskrokodil besänftigt. (S. 609–613)

### Fluchtpläne im Werden
Eines Tages ruft seine Schwägerin Fränze, der er bis dahin persönlich noch gar nicht begegnet ist, aus Frankfurt am Main an und erzählt, dass Hannahs und ihr Bruder Jo – als unterdessen verarmter Alkoholiker, den sie zeitweise bei sich aufgenommen hatte – an seiner Herzschwäche gestorben sei. Sie werde noch telegrafisch benachrichtigen, damit der Vater und die Stiefmutter sowie Hannah zur Beerdigung anreisen dürften. Die Reise tatsächlich antreten darf nur das Paar im Rentenalter, das dann auch die Gelegenheit nutzt, in Westdeutschland zu bleiben, nachdem das Strafverfahren gegen Hannahs Vater verjährt ist. Bald darauf zu Besuch nach Ost-Berlin kommt dann aber Fränze, die nicht nur wegen der mitgebrachten Geschenke von den Kindern sogleich ins Herz geschlossen wird. (S. 614–621)
Dem ersten Besuch von Tante Fränze folgen viele weitere, bald annähernd im vierteljährlichen Turnus. Sie tritt nicht im westlichen Protzgestus auf und zeigt eingehendes Interesse für die Verhältnisse in der DDR. Die sogar in der Rechtsprechung verankerte erzwungene Anpassung an die realsozialistischen Verhältnisse empört die im Westen selbst unangepasst Lebende: „Bei euch würde ich aus dem Knast ja gar nicht mehr rauskommen.“ Lenz erkennt sich selbst innerlich ähnlich tendierend. Zu den von Fränze bei Spaziergängen vor Ort demonstrierten Widersetzlichkeiten gehört das Abschrauben nicht fest verankerter Verbotsschilder hinter dem eigenen Rücken mit ihrem Schweizer Taschenmesser. Davon habe sie in ihrer Bockenheimer Wohnung Dutzende hängen und sei noch nie beim Abschrauben erwischt worden. Ihre oft bunte, unkonventionelle Kleidung macht die promovierte Romanistin, die an der Universität Frankfurt forscht und lehrt, für Silke und Michael zu einer Art Indianerin, die es auch mit der Vopo locker aufnimmt. (S. 622–626)
Eines Abends, als die Kinder bereits schlafen, äußert Fränze den Wunsch, ihre Schwester und Familie zu sich in den Westen zu holen. Der einsetzenden Verblüffung und den ironisch-ungläubigen Nachfragen, wie sie das denn anstellen wolle, setzt sie mit vollem Ernst entgegen, dass es nur des Entschlusses bedürfe, dann werde sie sich an die Umsetzung machen. Bei ihrem nächsten Besuch präsentiert sie ein als gefahrlos für alle deklariertes Konzept: die Ausreise mit gefälschten westdeutschen Pässen, die sie besorgen werde, über Bulgarien in die Türkei – im Vorfeld getarnt als Badeurlaub am Schwarzen Meer, wo man sich zwecks Übergabe der Pässe treffen werde. Den Hersteller der Passfälschungen habe sie an der Hand und könne für diesmal einen Monat Bedenkzeit zusagen. Hannah und Manfred wälzen die Risikoabwägung über viele Tage und Nächte mit jeweils unterschiedlichem Ausgang hin und her, bis sie Fränze die ihre Fluchtbereitschaft signalisierende verschlüsselte Botschaft, dass Silke einen Schnupfen habe, per Brief schließlich zukommen lassen. Zehn Tage später ruft Fränze an und hört von ihrer Schwester, dass Silkes Schnupfen zu einer hartnäckigen Erkältung geworden sei. (S. 626–634) Fränze kommt zu einem letzten Besuch und lässt sich die Passfotos aushändigen, die für die Ausweise gebraucht werden. Sie habe an der bulgarisch-türkischen Grenze mit ihrem VW-Käfer bereits den Selbstversuch gemacht und den Eindruck eines recht lockeren Kontrollbetriebs gewonnen. Für die gemeinsame Rückfahrt von Bulgarien über die Türkei nach Westdeutschland werde sie von Freunden einen für Camping geeigneten Achtsitzer leihen. Die Familie macht sich just am Tag der Eröffnung der Olympischen Spiele von München 1972 verabredungsgemäß auf den Weg mit dem Zug nach Bulgarien, beide Kinder in dem Glauben an einen bloßen Badeurlaub. (S. 650–657)

### Inhaftierung der Eltern, Heimunterbringung der Kinder

Burgas: Bahnhof und Bahnhofsvorplatz, historische Aufnahme

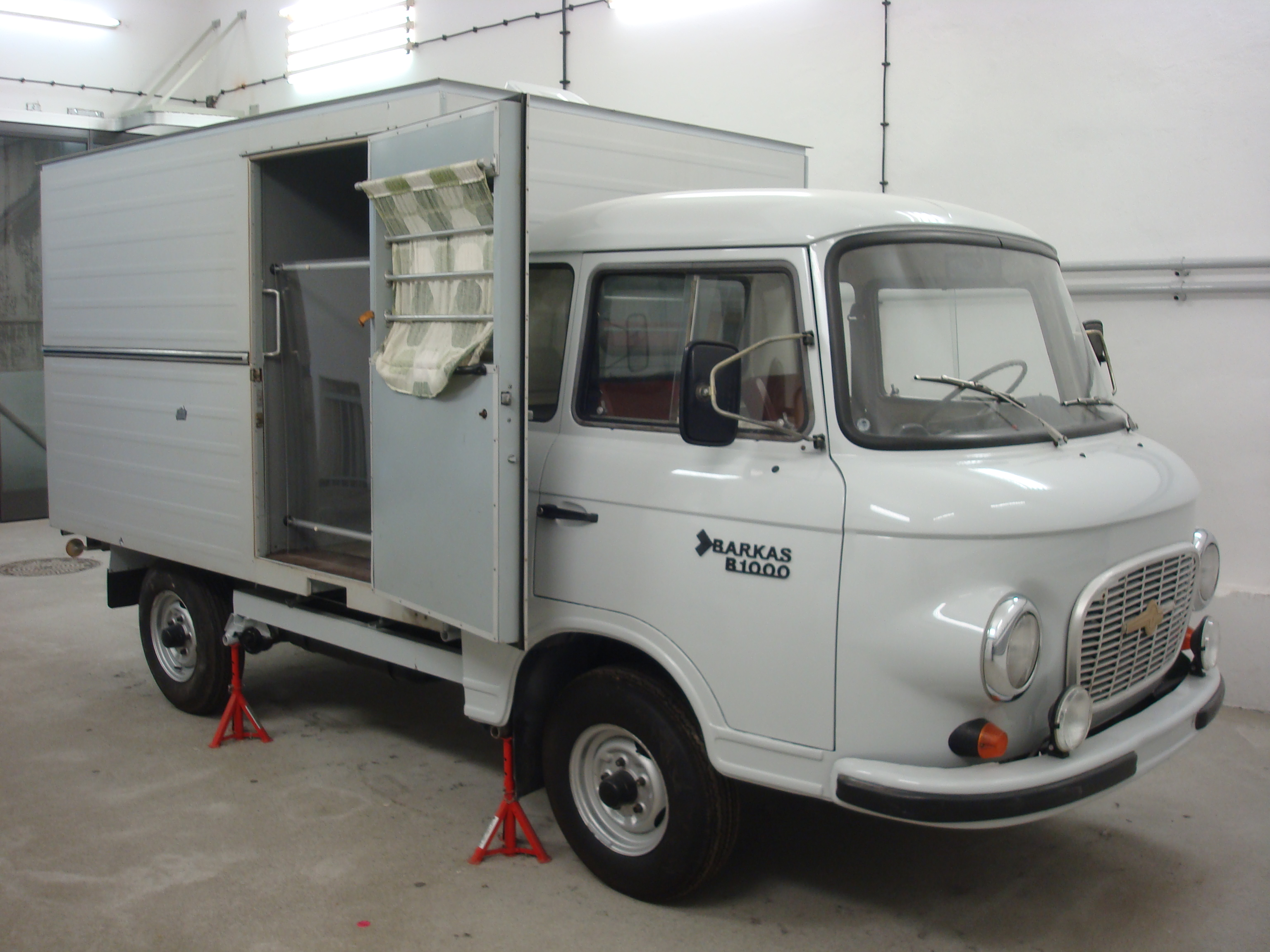
Stasi-Transportfahrzeug Barkas B1000

Als die Familie bei 12 Uhr mittags den Bahnhof Burgas erreicht, wo sie von Fränze abgeholt werden sollen, können sie diese nicht entdecken, sind in ihrem Waggon aber auch die einzig Verbliebenen und finden die eine Ausgangstür verriegelt; an der anderen werden sie von zwei bulgarischen Sicherheitsleuten deutschsprachig in Empfang genommen und nach Gepäckübergabe ohne jede Erläuterung in einen Kleinbus einzusteigen genötigt. Minuten später soll Lenz wieder aussteigen und wird in einem daneben vorgefahrenen PKW von seiner Familie getrennt und weggefahren, während Silke verzweifelt nach ihrem Papi schreit. Die Autofahrt endet damit, dass Lenz von ausschließlich Bulgarisch sprechendem Wachpersonal übernommen und zu drei bis auf die schmutzigen Unterhosen entkleideten Insassen in ein schwülheißes, muffiges Zellenverlies gesperrt wird – mit zwei Matratzen, einem Plastikeimer mit Deckel und einer Wasserkaraffe als einziger Ausstattung. (S. 22–27) Nach durchschwitzter und angstvoll durchwachter Nacht wird Lenz tags darauf mit einem weiteren Häftling im Zug nach Sofia verbracht. Da beide nicht miteinander sprechen dürfen, stimmt der Mithäftling deutschsprachige Liedgesänge an, in die er Auskünfte über sich selbst einschleust und Lenz seinerseits zum Singen bringt. Das so übertölpelte Wachpersonal wippt vergnügt mit den Füßen, während Lenz erfährt, dass er es mit einem in ebenfalls aus Pankow stammenden Leipziger Philosophiestudenten namens Dettmers zu tun hat, der mit seiner beabsichtigten Bootsflucht in die Türkei gescheitert war. In Sofia landen sie in verschiedenen Zellen, Lenz diesmal zu dritt in einer Zweierzelle von ähnlicher Ausstattung wie in Burgas. (S. 34–38) Erst am Nachmittag des vierten Tages vernimmt ihn ein deutschkundiger Untersuchungsrichter der bulgarischen Staatssicherheit, von dem er erfährt, dass man ihre westdeutschen Pässe sichergestellt, Fränze verhaftet habe und dass Hannah und die Kinder nach Hotelunterbringung in die DDR zurücktransferiert würden. Nach weiteren Wochen in bulgarischer Haft wird Lenz schließlich mit mehr als sechzig anderen deutschen Inhaftierten, darunter Dettmers, in einer gesonderten Interflug-Maschine nach Berlin-Schönefeld zurückverfrachtet und per Barkas-Kleintransporter in ein Stasigefängnis überstellt. Immerhin ist mehr Platz in der Zelle als in den bisherigen Verwahrlöchern und ein funktionierendes Spülklosett vorhanden. (S. 41–67)

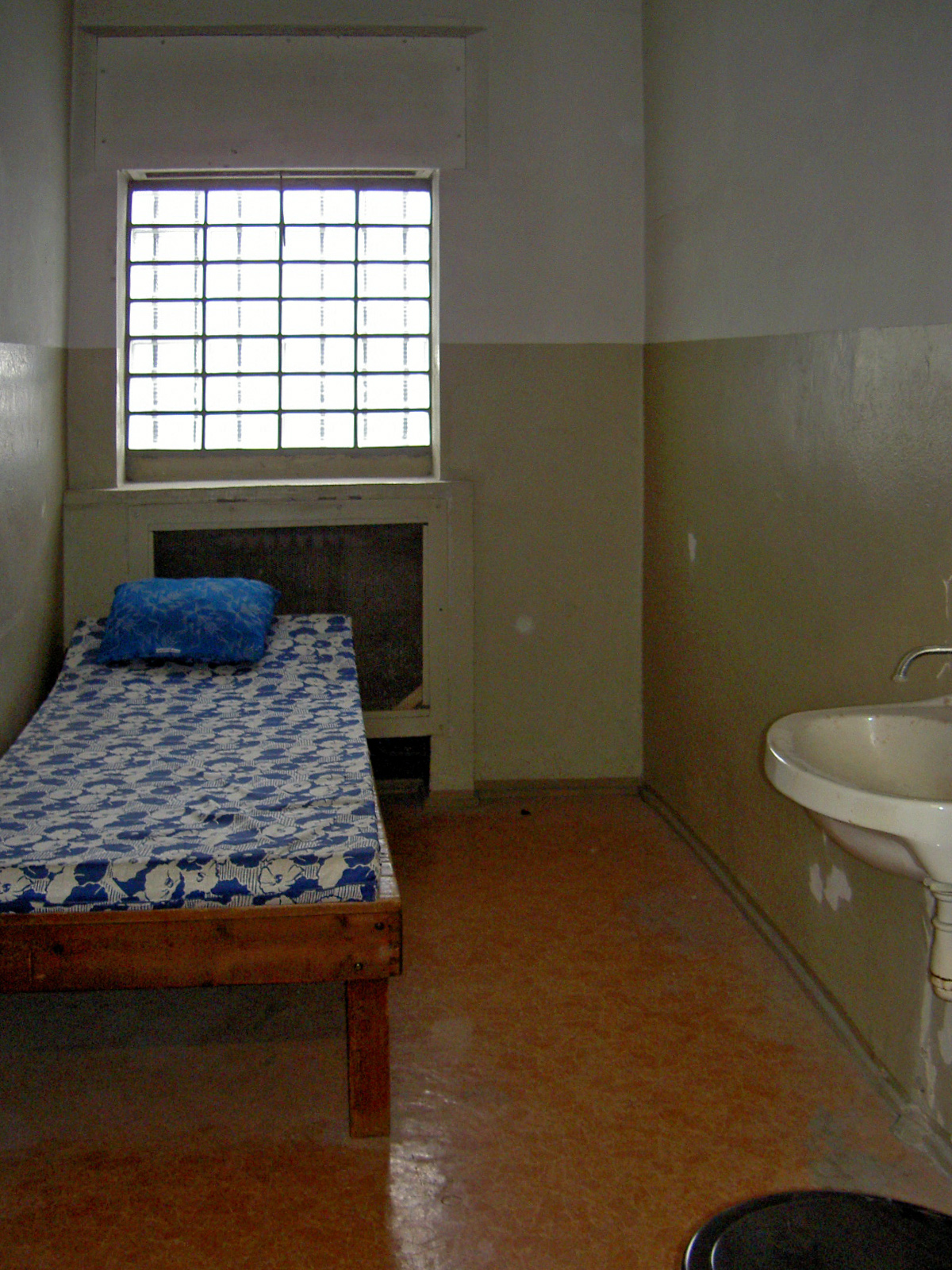
Einzelzelle in der Stasi-Untersuchungshaftanstalt Berlin-Hohenschönhausen

Am Spätvormittag des Folgetags wird Lenz erstmals seinem Vernehmer vorgeführt, einem jungen Mann mit „Klassensprechergesicht“. Der wirft ihm „ungesetzlichen Grenzübertritt in schwerem Fall“ sowie „Aufnahme von staatsfeindlichen Verbindungen“ vor und belehrt ihn über die DDR-Gesetzeslage: „Wer Grenzanlagen beschädigt, Gruppen bildet, gefährliche Gegenstände mit sich führt, im Wiederholungsfall den Grenzdurchbruch versucht oder ihn mit falschen Pässen erzwingen will, hat sich nun mal des schweren Grenzdurchbruchs schuldig gemacht. Höchststrafe acht Jahre. Und in Ihrem Fall treffen mindestens zwei der genannten Tatbestände zu.“ Als Lenz einen Anwalt sprechen will, bevor er sich dazu äußert, heißt es: „Sie haben zu viele amerikanische Filme gesehen. Sie sind hier aber nicht in Amerika. Erst wird das Ermittlungsverfahren abgeschlossen, dann können Sie einen Rechtsanwalt hinzuziehen.“ Er solle kooperieren, an seine Kinder denken und umfassend aussagen; wann er sie wiedersehen könne, hänge ganz von ihm ab. (S. 13–18)
An seinem 29. Geburtstag kommt Lenz erneut vor seinen Vernehmer, der zwar nicht gratuliert, aber zur Stimmungsauflockerung eine Zigarette anbietet. Er bekommt zu hören, dass Hannah auch in Stasi-Haft sitzt und längst alles gestanden habe. Seine Nachfrage zum Verbleib der Kinder trägt Lenz erneut die Aufforderung zur Kooperation ein. Im Falle nachweislicher Unfähigkeit zur Erziehung drohe der Entzug des Sorgerechts. „Ist doch klar, Eltern die politisch nicht gefestigt sind, darf man doch keine Kinder anvertrauen. Wie sollen Leute wie Sie Ihre Kinder zu aufrechten Staatsbürgern erziehen? Denken Sie etwa, Sie haben Ihrer Erziehungspflicht Genüge getan, wenn Sie ihnen beibringen, wie man sich die Nase putzt?“ Als der Vernehmer Lenz Hannahs Unterschrift unter einem Geständnisprotokoll präsentiert, gibt auch Lenz das Fluchtvorhaben vorbehaltlos zu. (S. 75 f.) Danach heißt es, dass zudem wegen Spionage ermittelt werde; schließlich hätten sie beide in zwei der wichtigsten DDR-Außenhandelsunternehmen gearbeitet und würden im Westen diesbezüglich gewiss abgeschöpft. In der Summe der Delikte könnten da leicht zehn Jahre Freiheitsstrafe zusammenkommen. (S. 81 f.)
Bei weiteren Vernehmungen soll Lenz Auskunft geben über seinen Werdegang und sein Denken, um die Hintergründe der Fluchtentscheidung zu erfassen. (S. 86) Unterdessen gibt man ihm zu wissen, dass beide Kinder, die sein Bruder und seine Schwägerin wegen eigener Berufstätigkeit nicht hätten zu sich nehmen können, in unterschiedlichen Heimen untergebracht worden sind. Die von Lenz gewünschte Zusammenführung der Geschwister müsse leider warten; schließlich könne man kein anderes Kind aus seiner gewohnten Umgebung reißen. (S. 79, 131) Damit, dass der Stasi-Leutnant mit dem Klassensprechergesicht, dem Lenz den Vornamen Knut zugedacht hat, ihn mitunter länger nicht vorlädt, kann sich Lenz in seinem Zellendasein mit der Zeit arrangieren; die Stasi werde ihr Untersuchungsgefängnis ja wohl bald für neue „Staatsverräter“ brauchen. (S. 189) Ein Wutanfall in seiner Zelle mit deutlichem Ausrasten befällt ihn nur einmal, als ihm nämlich im dritten Monat der Einzelhaft ein wöchentliches Lesestoffkontingent (zwei Bücher, eine Zeitung) erst zugestanden und dann vorübergehend wieder entzogen wird, weil er gelegentlich mit dem Fingernagel Unterstreichungen vorgenommen hat. (S. 255 f., 263 f.)

### Ausreisehoffnung und Aburteilung
Die Wiederzulassung zu dosierter Haftlektüre fällt zeitlich zusammen mit dem Hinweis, dass Fränze, die man aus Bulgarien mit einer Bewährungsstrafe in die BRD zurückgeführt hatte, den Rechtsanwalt Wolfgang Vogel für Hannah und Lenz als Rechtsbeistand beauftragt hat. Zudem wird Lenz aus der Einzelhaft nun vor Ort in eine Viererzelle verlegt, vorerst mit nur einem weiteren Bewohner, der sich mit illegalen Geschäften enorm bereichert und Westgeld gebunkert hatte, wie er Lenz sogleich in einer Mischung aus Stolz und Selbstmitleid eröffnet. (S. 349–361) Wenig später ziehen beide in eine weitere Viererzelle um, belegt mit einem Potsdamer Musiklehrer, der über die amerikanische Militärmission hatte flüchten wollen. Die Belegschaft wird nach zehn Tagen durch einen weiteren Häftling komplettiert, der als ehemaliger Redakteur bei der FDJ-Zeitschrift Junge Welt vielseitig informiert ist und Lenz sogleich zu seinem Anwalt gratuliert, der ihn garantiert irgendwann in den Westen bringen werde. Die Hoffnung hegt er auch für sich selbst, nachdem man sein Entkommen mittels eines Fluchthilfeunternehmens beim Abflug aus Prag gestoppt hat. (S. 370–376) Der erste Anwaltskontakt mit einem Vertreter des Büros Vogel wird für Lenz zu einer Enttäuschung. Dr. Starkulla gibt Zeichen, dass man abgehört werden könnte, und äußert sich zum Fall, zum möglichen Strafmaß und zu Ausreiseperspektiven nur äußerst vage; man müsse die Gerichtsverhandlung abwarten. (S. 391–395)
An Heiligabend 1972 zur Mittagszeit wird Lenz überraschend aus der Zelle in den Vernehmertrakt beordert, wo er unverhofft seine Frau und Knut an einem festlich mit Kaffee, Stollen und Süßigkeiten gedeckten Tisch antrifft. Es handle sich hierbei um eine besondere Vergünstigung, erklärt ihnen Knut, als sie sich bei den Händen halten, sie dürften einander aber nicht berühren und nicht über die Straftat, die Haftbedingungen oder andere Untersuchungsgefangene reden. Mit der Zeit sei man nicht knauserig, wenn sie sich anständig aufführten. Als die Eheleute untereinander die psychische Verfassung ihrer Kinder ansprechen, untersagt der Stasi-Leutnant das Thema. Als Lenz Hannah dann noch eilig über die Ausreiseperspektiven via Rechtsanwalt Vogel informiert, ist Knut erkennbar ungehalten und bricht die Veranstaltung ab. (S. 403–408) Nach Weihnachten kommt Lenz wieder in Einzelhaft. Am 30. Januar, Hannahs Geburtstag, eröffnet sein Vernehmer ihm, dass man bei einer zweiten Kontrolle der Wohnungseinrichtung staatsverleumdende Gedichte von ihm gefunden habe, „staatsfeindliche Hetze im verschärften Fall“. Lenz steht zu seinem Schrifttum, macht deutlich, dass seine Ausreiseabsicht feststehe. Zwei Tage später übergibt ihm Knut die Anklageschrift zur Einsichtnahme; den Vorwurf der Spionage habe man als Anklagepunkt fallen lassen, seine „dichterischen Ergüsse“ blieben gleichfalls unberücksichtigt, was Lenz verwundert. (S. 554 f.) Vor Gericht wird er, anders als seine Frau, in Handschellen vorgeführt. Um Hannah aufzuheitern, kommentiert er: „Kintopp. James Cagney. Staatsfeind Nr.1.“ (S. 663)
In der Gerichtsverhandlung werden zunächst die biographischen Daten der Angeklagten aufgenommen, wobei Hannahs Aufwachsen im Westen als Fluchtgrund eher in Frage zu kommen scheint als das Fluchtmotiv von Manfred Lenz. „Sozialistisches Kinderheim, sozialistisches Jugendheim, Abitur auf der Volkshochschule, Studium in Leipzig, mehrfach ausgezeichneter Soldat der Nationalen Volksarmee, Aufstieg im Binnenhandel, Tätigkeit im Außenhandel mit Reisen ins westliche Ausland – wie konnte einer, der diesen Weg gegangen war, so mir nichts, dir nichts zum Verräter werden?“ Lenz verweist auf seine Vernehmungsprotokolle, denen zu entnehmen sei, dass er sich innerlich schon vor Jahren aus der DDR verabschiedet habe. Als Hannah hervorhebt, dass ausschließlich die Furcht vor der Verhaftung und das damit verbundene ungewisse Schicksal der Kinder beiden Eltern zu schaffen gemacht habe, zeichnet die Staatsanwältin das Bild einer geplanten Kindesentführung aus einer friedlichen und gesicherten sozialistischen Zukunft in die erbarmungslose kapitalistische Ellenbogengesellschaft. „Was sind Sie denn für eine Mutter? Anstatt sich darüber zu freuen, dass Ihre Kinder in der Geborgenheit unseres sozialistischen Staates aufwachsen dürfen, wollten Sie sie den westlichen Drogenbossen zum Fraß vorwerfen.“ (S. 667–673) Der ebenfalls für das Büro Vogel arbeitende Verteidiger Dr. Rose macht in seinem die Schuld der Angeklagten gar nicht in Frage stellenden Plädoyer lediglich deutlich, dass die „staatsfeindliche Verbindung“ allein Hannahs Schwester gewesen sei. Das Urteil entspricht genau dem Antrag der Staatsanwaltschaft: für beide Angeklagten je zwei Jahre und zehn Monate Gefängnis. (S. 678–681)

### Strafgefangenschaft, Freikauf und Ausreise
Während Hannah ihre Strafe weiterhin im Hohenschönhausener Stasi-Untersuchungsgefängnis absitzen soll, wo sie zur Küchenarbeit eingeteilt ist, fährt man Lenz ins Gefängnis Rummelsburg, das er von seinen Heimausflügen mit Boot und Kumpel auf der Spree von außen her schon kannte. Zellenmitbewohner wird hier wieder jener Dettmers, den er im Wechselgesang auf der Verbringungsfahrt von Burgas nach Sofia kennengelernt hat. Bald darauf werden sie weiterverbracht, und zwar zu ihrer Erleichterung nicht in die Justizvollzugsanstalten Bautzen oder Brandenburg, die im Vollzug als besonders unerträglich gelten, sondern nach Cottbus mit vermeintlich mittelschweren Knastbedingungen. (S. 683–700) Die Gefängnisarbeit besteht für Lenz in eintönigem Feilen an Rohlingen für Kameragehäuse des VEB Pentacon mit Zweigwerk in der Haftanstalt. Bei 90 Prozent Normerfüllung erhält er 12 Mark Monatslohn, die für „zwei Päckchen billigsten Tabak, einhundertfünfzig Blatt Zigarettenpapier, ein Glas Marmelade, ein Stück Speck zwei Zwiebeln“ reichen. Bald avanciert Lenz zum „Arbeitsvorbereiter“ an der Werkzeugausgabe mit Leistungserfassung im „Erziehungsbereich IV“, wo er es relativ ruhig angehen lassen kann. (S. 719–722)

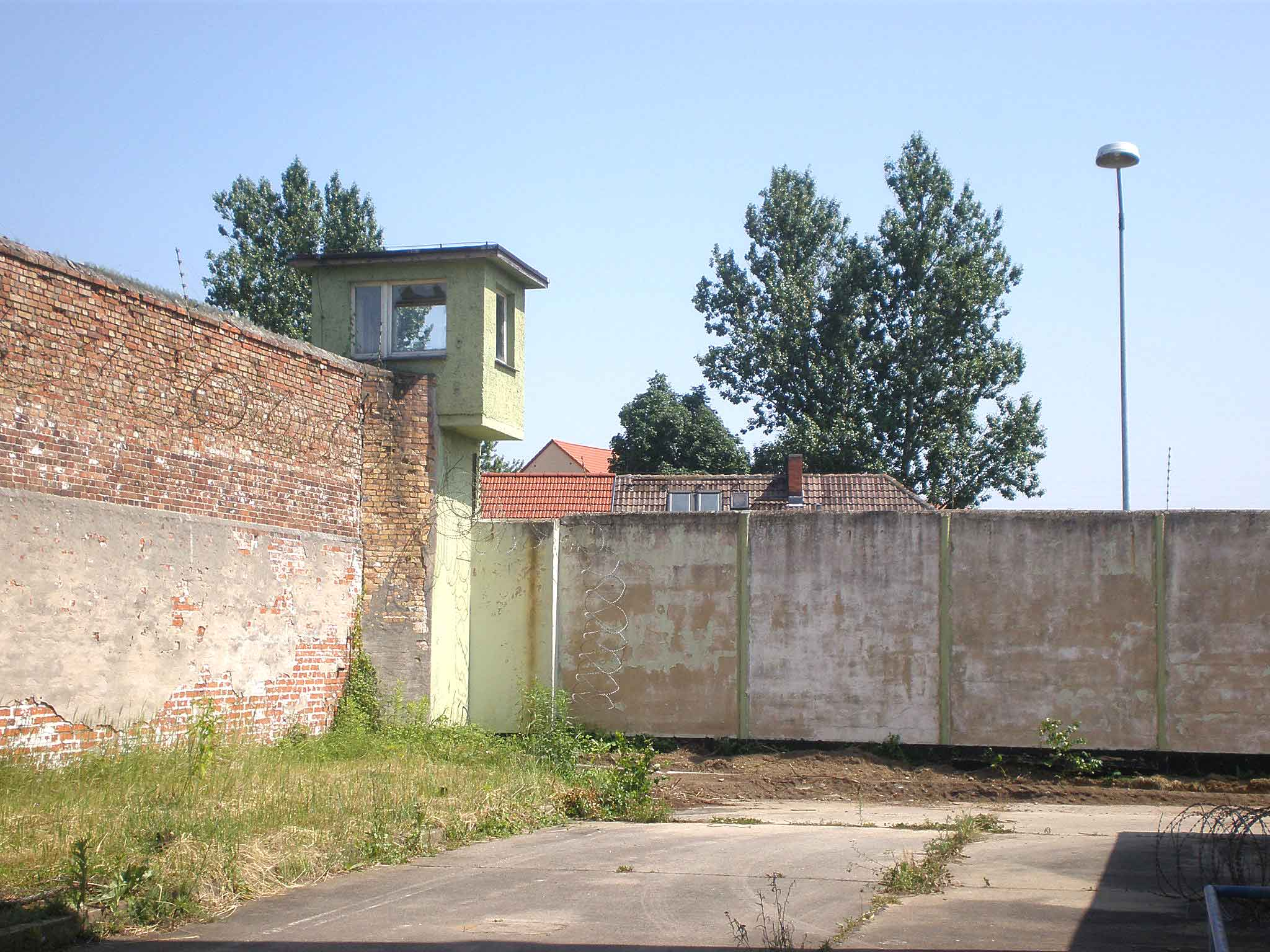
Gefängnismauer und Kontrollposten in Cottbus

Als im Mai 1972 der Grundlagenvertrag zwischen DDR und Bundesrepublik unterzeichnet wird, keimt Hoffnung auf schnelle Entlassung aus dem Gefängnis und Ausreise auf, ebenso anlässlich Ulbrichts Tod am 1. August, doch einstweilen vergeblich. (S. 726–728) An einem Augustsonntag verliert Lenz, ohne direkt betroffen zu sein, die gewohnte Beherrschung gegenüber einem Gefängnisaufseher mit dem Spitznamen Berija, der im Hof gerade einmal wieder in sadistischer Manier strafexerzieren lässt. Vom Zellenfenster aus ruft er hinab: „Halt endlich deine verdammte Schnauze, Berija!“ Dessen Antwort: „Ich krieg Sie, Sie Schwein! Ich weiß, in welcher Zelle sie stecken.“ Doch die fünf anderen Zellenbewohner verraten Lenz nicht, als Berija sie zur Rede stellt, und werden auch nicht mürbe, als sie aus der Zelle heraustreten und für unbegrenzte Zeit auf der Stelle zu stehen verdonnert werden. Sie vertreiben sich die Zeit damit, einander ihre bevorzugten Filmstories zu erzählen. Auch als dann einer sich doch hinlegen muss, weil er nicht mehr stehen kann, und der Aufseher handgreiflich wird, hält die Gruppe weiter durch und verlautet, Berija müsse sich im Zellenfenster geirrt haben. Lenz ist drauf und dran, wegen eines weiteren zu stark Geschwächten zum Geständnis anzusetzen, als Berija die Steh-Strafaktion abbricht und in eine Flurreinigungsaktion umwandelt. Auch wenn Statur und Gebaren des Aufsehers Lenz an ein Gegenüber Carl von Ossietzkys im Konzentrationslager erinnert: „In Wahrheit gab er auf. Er konnte sie nicht ewig hier stehen lassen, konnte sie auch nicht einen nach dem anderen zusammenschlagen oder in den Arrest sperren; solange sie zusammenhielten, war er machtlos. Cottbus war ein VEB Strafvollzug, kein KZ.“ (S. 737–746) Auch eine andere Solidarisierungsaktion mit einem malträtierten Mithäftling endet unter anhaltenden „Buchenwald“-Rufen der Gefängnisinsassen mit einem ähnlichen Ergebnis, obwohl mehrere Vollzugsangestellte nacheinander den passiven Widerstand der zum Marsch Befohlenen, aber nur in Trippelschritten sich Fortbewegenden zu brechen suchen und dabei zähnefletschende Hunde als Drohmittel einsetzen. (S. 747–763)
Ende August 1973 überschlagen sich die Ereignisse für den inhaftierten Lenz. Erst erfährt er brieflich, dass beide Kinder inzwischen in einem Heim zusammengeführt sind. Dann besucht ihn eine zweiköpfige Delegation von VEB Haushaltselektrik; der Parteisekretär und die Kaderleiterin sollen ihn anscheinend an seinen letzten Arbeitsplatz zurücklocken oder zumindest den Eindruck vermitteln, dass man ihn noch immer nicht aufgegeben hat. Lenz weist das Anerbieten drastisch zurück und beendet seinerseits alle Versuche, ihn umzustimmen. Wenig später wird er mit Dettmers in eine Chemnitzer Stasi-Haftanstalt überstellt, wo nunmehr seine Ausreiseerlaubnis vorliegt und er sein Einverständnis mit der Ausreise unterschreiben soll. Seine Nachfrage nach Hannahs zeitgleicher Ausreise wird von dem Stasi-Major bestätigt, die nach der der Kinder aber vorerst negativ beschieden: „Wenn ich Ihnen etwas raten darf – unterschreiben Sie! Erst in dem Moment, in dem wir Ihre Frau und Sie aus der Staatsbürgerschaft entlassen, können Sie die Ausreise Ihrer Kinder beantragen.“ Ende September oder Anfang Oktober wird dafür in Aussicht gestellt. „Bis Weihnachten sind sie auf jeden Fall bei Ihnen.“ Vor die Alternative gestellt, womöglich weiter ohne Kontakt zu den Kindern doch die ganze Haftzeit absitzen zu müssen, unterschreibt Lenz. Zwei Tage danach ist es so weit: Entlassen laut Papieren wegen „guter Führung“, dazu die Entlassungsurkunde aus der DDR-Staatsbürgerschaft, vom Innenminister unterzeichnet. Hannah sitzt mit anderen Frauen vorn im Bus, Lenz und Dettmers hinten, bis ein Platztausch möglich wird. Dabei sind nun auch Rechtsanwalt Vogel und sein Westberliner Kollege Jürgen Stange, die die Ausreisemodalitäten ausgehandelt haben und dafür begeisterten Beifall empfangen. Stange wirkt auf die Ausreisenden ein, im Westen keine Interviews zu geben, damit auch anderen dieser Ausweg erhalten bleibe. Am Grenzübergang Wartha/Herleshausen wartet bereits der Bus, in den die künftigen Bundesbürger umsteigen, um ins Aufnahmelager nach Gießen verbracht zu werden. (S. 764–789)

## Markante politische Lehrstunden
Das zeitgeschichtliche Kolorit von Kordons autobiographischem Roman ist einerseits als Erzählungshintergrund durchgängig präsent. An diversen Stellen kommt es in der Darstellung aber zu einer nochmaligen Verdichtung von DDR-spezifischen politischen Geschehnissen, Akzenten und Deutungen, wie die nachfolgende Zusammenstellung belegt.

### Die junge DDR und der 17. Juni 1953
Zur DDR-Gründung am 7. Oktober 1949 wird den Kindern je ein Bonbon geschenkt. Das Ergebnis der ersten Wahlen mit 99,7 Prozent für die von der SED beherrschte Einheitsliste wird im ersten Ehestandsschoppen mit lautem Gelächter quittiert. Als im Jahr darauf von der Propaganda gestreut wird, amerikanische Flugzeuge hätten Kartoffelkäfer auf ostdeutsche Felder abgeworfen, um die junge DDR zu schädigen, findet Onkel Ziesche: „Schade, dass es keine Käfer gibt, die Lügen fressen.“ 1952 entdeckt Mannis Mutter in der Zeitung marschierende FDJler und schimpft: „Erst heißt es: Wer je wieder eine Waffe in die Hand nimmt, dem soll die Hand abfaulen, dann: Der Friede muss bewaffnet sein.“ (S. 149–150)

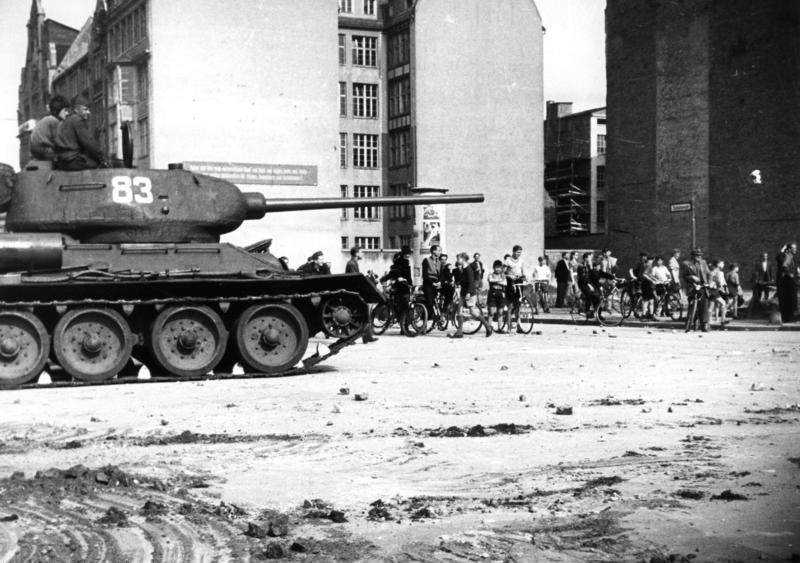
Anrollender sowjetischer Panzer

Der 17. Juni 1953 beginnt für Manni Lenz damit, dass er das Nachsitzen, zu dem er verdonnert war, unverhofft vorzeitig beenden darf – und mit der Beobachtung, dass der Lehrer, der das An-den-Haaren-Ziehen der Schüler als erprobtes pädagogisches Mittel einsetzt, sein SED-Parteiabzeichen eilig vom Jackenaufschlag entfernt. Vor der Schule informiert Manni sein Kumpel Kalle, dass auf dem Alexanderplatz „Krieg“ sei. Beider Fahrt mit der Tram zum Alex wird von streikenden Arbeitern gestoppt, wohin sie sich dann zu Fuß durchschlagen, begrüßt von dicken Rauchschwaden aus dem Berolinahaus und von einem brennenden Zeitungskiosk. Sie hören Rufe nach freien Wahlen und die Aufforderung: „Leute-reiht-euch-ein! Wir-woll’n- keine-Sklaven sein.“ Manni erlebt keinen Krieg, sondern einen Freudentaumel. Vor dem Brandenburger Tor werden weitere Parolen laut, so nach Rücknahme der Arbeitsnormenerhöhung und nach Freilassung der politischen Gefangenen, aber auch gegen Walter Ulbricht gerichtet: „Es hat keinen Zweck, der Spitzbart muss weg!“ Durchs Tor in den Westen will Manni trotz allgemeinen Drängens nicht und biegt mit anderen ab in die Wilhelmstraße. Steinwürfe gehen gegen das Haus der Ministerien, und der Zug bewegt sich weiter, bis vom Spittelmarkt her russische Panzer auffahren und die Menschenmenge samt Kalle und Manni in Richtung Potsdamer Platz abdrängen. Die Jungen gehen dann eilig in Deckung und bekommen von dort aus mit, wie mit Maschinengewehren bewaffnete Volkspolizisten zu schießen beginnen. Als nun auch hier Qualmwolken über den Platz ziehen, laufen die beiden auf der Flucht einem russischen Offizier in die Arme, der sie am Schlafittchen in eine ruhigere Nebenstraße verbringt und sie dort mit dem Befehl: „zu Mamotschka!“ nach Hause losflitzen lässt. Der Kneipenstammtisch bespricht die Geschehnisse, einschließlich mehrerer Erschießungen von Aufständischen, und resümiert, dass nur die russischen Panzer die DDR-Regierung gerettet hätten. Onkel Ziesche meint: „Ein schöner Widersinn! Die Befreier der Arbeiterklasse müssen sich durch fremdes Militär von denen befreien lassen, die sie befreien wollen.“ (S. 169–188)

### Rituale der Heimerziehung

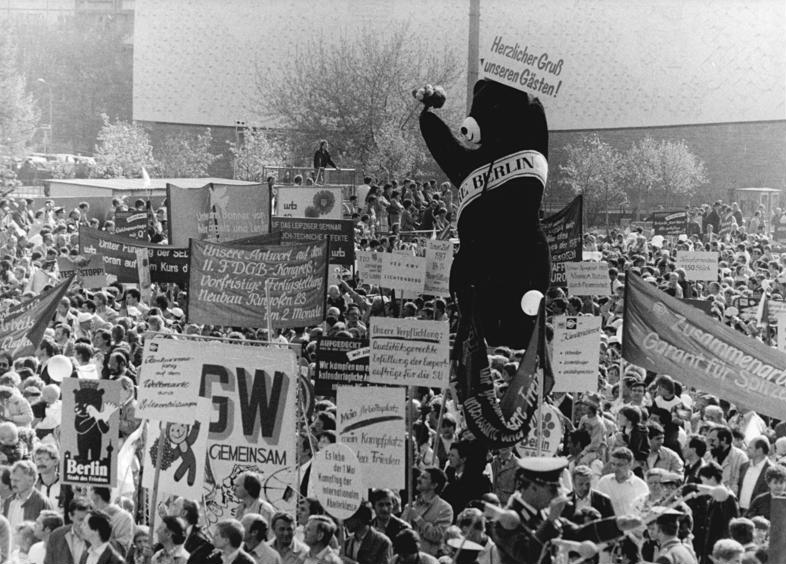
Ständige Pflichtübung: 1.-Mai-Demonstration

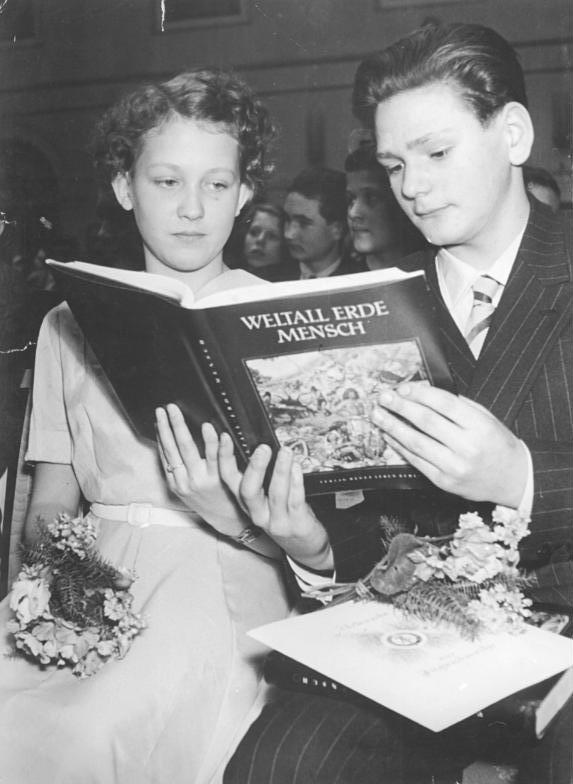
Ein Buchgeschenk zur Jugendweihe

Politische Erziehung wurde in den von Manfred Lenz besuchten Heimen großgeschrieben. Vor jedem 1. Mai fanden Exerzierübungen statt, um Blamagen zu vermeiden, wenn man dann im Marschblock über den Marx-Engels-Platz marschierte. Die vom Kinderheim Königsheide auf einem Großtransparent in der ersten Reihe zu präsentierende Losung feierte den 1. Mai als internationalen „Kampftag der Werktätigen der ganzen Welt für Frieden, nationale Unabhängigkeit, Demokratie und Sozialismus“. Die Losung auf dem etwas kleineren Transparent drei Reihen dahinter: „Junge Pioniere und Schüler! Lernt besser! Seid bereit für Frieden und Völkerfreundschaft!“ Beim Vorbeimarsch an den Repräsentationsgrößen Ulbricht, Pieck und Grotewohl waren Hochrufe auszubringen, dann in eingeübten Sprechchören der imperialistische Feind im Westen als Kriegstreiber und Ausbeuter zu verdammen. (S. 228 f.)
Nicht sonderlich begeistert ist Manne Lenz ob der 600 Mark, die jedem Heimbewohner für die Einkleidung zur Jugendweihe bereitgestellt werden. Denn die den Einkauf begleitenden Erzieher sorgen dafür, dass jeder Junge mit einem „onkelhaften“ Anzug oder einer Kombination aus Sakko und Hose, jedes Mädchen mit einem „tantenhaften“ Kleid oder Kostüm ausstaffiert wird, dazu jeweils mit einem Sommermantel, Schuhen, Unterwäsche und einem Sommerschal. (S. 240 f.) Heimleiter Seeler unterrichtet die Jugendlichen allmonatlich an einem Heimabend über die katastrophalen Lebensverhältnisse im Westen und über die Kriegspläne der amerikanischen Monopolkapitalisten. Die Überlegenheit des Sozialismus werde sich jedoch alsbald auch auf wirtschaftlichem Gebiet zeigen, auch wenn einstweilen die vollen Schaufenster im Westen noch so manchen täuschten. (S. 278 f.)

### SPD-Wahlerfolg in der Bundesrepublik 1972

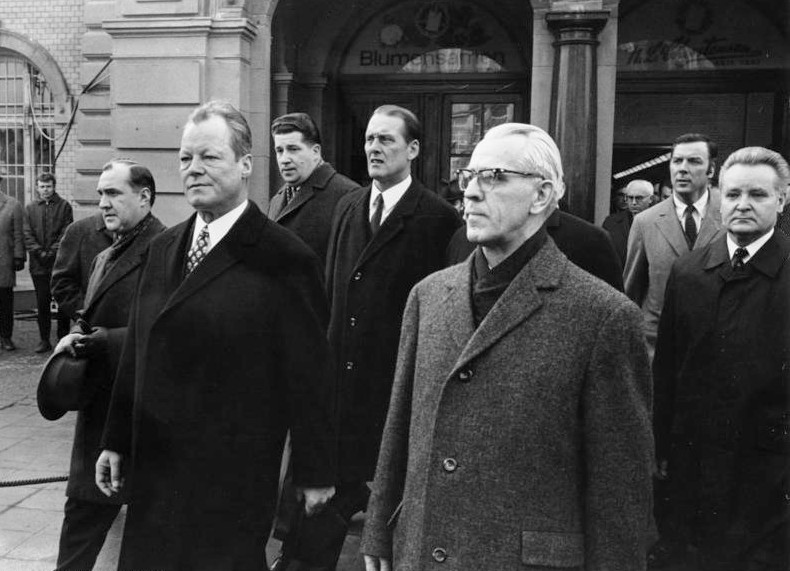
Entspannungspolitik in Erfurt: Treffen Willy Brandts mit Willi Stoph 1970

Auch in der Stasi-Haft geht es nicht nur darum, Lenz auszuforschen und zu Geständnissen zu bewegen, sondern ihm auch die Vorzüge der sozialistischen DDR-Gesellschaft im Vergleich mit dem westlichen Raubtierkapitalismus aufzuzeigen, um ihn nach Strafverbüßung vielleicht doch für einen Verbleib in der DDR zu gewinnen. Nach dem Wahlsieg Willy Brandts und der sozial-liberalen Koalition 1972, der die Politik der Entspannung in kleinen Schritten und der Annäherung der beiden deutschen Staaten bestätigte, wird Lenz von seinem Vernehmer zu seiner Einschätzung diesbezüglich befragt. Leicht überrascht bekennt Lenz, dass sich nicht nur er, sondern wohl halb Europa sich über dieses Wahlergebnis freue. Knut schüttelt ob dieser gelinden Provokation den Kopf und sucht Lenz darüber aufzuklären, dass diese ganze Entspannungsmasche doch nur die rosa Tünche auf braunem und schwarzem Gedankengut sei. „Ob da drüben nun die SPD an der Macht ist oder die CDU, in Wahrheit regiert das Kapital. Der Volkswille bleibt Fiktion.“ Lenz, der von seiner Ausreisehoffnung angespornt ist und reinen Tisch machen will, begründet auf Anfrage seines Vernehmers, warum er nicht mehr in der DDR leben könne: „Weil man uns hier nicht erlaubt, so zu leben, wie wir leben wollen. Weil es in diesem Staat nicht die Freiheit gibt, die wir uns wünschen. Weil wir nicht länger Leibeigene einer Partei sein wollen, der wir nicht mal angehören.“ (S. 397–400)

### Nachdenkhilfe Heinrich Mann

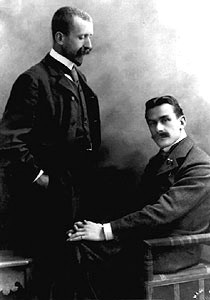
Heinrich (li.) und Thomas Mann 1902

Ein andermal wird Lenz bei der Vernehmung darüber belehrt, dass westlich Freiheit ja nur die Befriedigung übersteigerter Konsumbedürfnisse meine, während andererseits jährlich Millionen Menschen an Hunger und unbehandelten Krankheiten zugrunde gingen. Der Preis für diese Art von Freiheit sei der Verlust jedweder sozialen Gerechtigkeit. Mit seinem Gerede von Freiheit verbräme Lenz doch nur seine pessimistischen Positionen. Das Leben sei nun einmal kein Wunschkonzert; ihm fehle jede ideologische Festigkeit; und das verwechsle er auch noch mit eigenem Denken.
Unvermittelt holt Knut einen Zeitungsartikel aus der Schublade und konfrontiert Lenz mit der Aussage, er sei doch ein großer Verehrer von Heinrich Mann, der im Westen jedoch offenbar wenig geschätzt werde. In dem Artikel aus einer westdeutschen Zeitung gibt er Lenz zu lesen, dass das Werk des älteren der Mann-Brüder im Gegensatz zu dem des jüngeren heutigen Lesern kaum mehr etwas zu sagen habe. Solle also ruhig die DDR Heinrichs Erbe weiterverwalten, das sie nach dem Krieg so begeistert an sich gerissen habe. Der Stasi-Leutnant zeigt sich erbost über den Autor und vermeintlichen Großmeister der westdeutschen Literaturkritik: „Von denen drüben trennen uns Welten! Wollen Sie wirklich zu den ewig Gestrigen gehören? Unser Ziel ist es, eine humane Welt aufzubauen, eine Welt, wie sie auch Heinrich Mann vorschwebte, eine Welt ohne Untertanen und Herrscherwillkür.“ Den Zeitungsartikel wieder in der Schublade verschwinden lassend, bemerkt der Vernehmer: „Denken Sie mal ein bisschen über alles nach. Vielleicht geht Ihnen ja doch noch ein Licht auf.“ (S. 266–269)

### Staatsfeindliche Hetze in Gedichtform
An seinem 30. Geburtstag konfrontiert der Vernehmer Lenz fünf Monate nach seiner Verhaftung mit den sorgfältig versteckten eigenen Schriften, die die Stasi erst bei einer nochmaligen Inspektion der Möbel zwischen zwei zusammengeschraubten Regalwänden gefunden hat. Der Stasi-Leutnant zitiert Lenz bezüglich der Niederschlagung des Prager Frühlings: „Nun marschieren wir wieder, hurra – hurra – hurra, nun singen wir wieder, hurra – hurra – hurra, die alten Volksbefreiungslieder“; er zitiert betreffs der Mauertoten: „es feixt der Tod, denn Staates Not kennt kein Gebot“ – oder in Sachen Parteidisziplin: „und ein jeder spricht mit gesalbtem Gesicht von der Pflicht, von der Pflicht, von der Pflicht“. Das sei Staatsverleumdung, Diskriminierung der Werktätigen und willentliche Aufwiegelung, gemäß Paragraph 106 staatsfeindliche Hetze im verschärften Fall – ob Lenz mit seiner angeblich der Wahrheit verpflichteten Schreiberei irrigerweise meine, in der BRD Eindruck machen zu können. Dort hätten ehrliche Schreiber doch gar keine Chance. Die bürgerliche Kunst sei längst nicht mehr fähig, bedeutende Werke hervorzubringen. „Man hält sich für fortschrittlich, wenn man Pornographie produziert, und den wenigen kritischen Akteuren bleibt nur, die Wirklichkeit einer verzerrten, sterbenden, bei uns längst überwundenen Lebenswelt wiederzugeben. Unsere Künstler hingegen sind am Aufbau einer wahrhaft neuen, menschenfreundlichen Gesellschaftsordnung beteiligt.“ Vorgeblich kritische Realisten und Individualisten wie Lenz würden in der DDR-Gesellschaft nicht gebraucht. Man habe ein optimistisches Weltbild. „Wir wollen positive Denkprozesse fördern, nicht negative.“ (S. 546–550)
Als der Vernehmer fragt, was Lenz von DDR-Autoren halte, die seine Probleme nicht hätten, nimmt der kein Blatt mehr vor den Mund. Er bewundere sie für ihre Geduld, wegen der Zensoren, die es offiziell gar nicht gebe, immer wieder zwischen den Zeilen schreiben zu müssen. Allerdings müsse man sich unter diesen Umständen irgendwann fragen, wo die List aufhöre und die Feigheit beginne. Nicht der Rede wert dagegen seien die Schönfärber und Verbreiter von Halbwahrheiten, die sich als Volkserzieher im Auftrag des Staates betätigten. Diese ließen sich zu Werkzeugen degradieren, statt sich von der Macht fernzuhalten, angesichts diverser damit verbundener Privilegien eine verbreitete menschliche Schwäche. „Intellektualität und Charakter trifft man nicht unbedingt gemeinsam an.“ (S. 551 f.)

### Angebot tätiger Reue durch Stasi-Mitarbeit
Ein weiteres Mal – noch vor Entdeckung seiner Schriftzeugnisse – wirkt neben seinem gewöhnlichen Vernehmer noch ein Vorgesetzter auf Lenz ein, um ihn der DDR möglichst nützlich zu erhalten. Man habe sich über ihn Gedanken gemacht und halte ihn schlimmstenfalls für einen Abweichler, aber nicht für einen Gegner des Sozialismus. Auf die Frage, wie er es mit der Arbeiterklasse halte, erwidert Lenz, es habe ihm im Kabelwerk besser gefallen als im Außenhandel. „Da war nicht so viel Eitelkeit.“ Das findet zunächst ebenso Anerkennung wie das Resultat der Wohnungsdurchsuchung, wonach Lenz viele interessante Bücher, „fast die gesamte Weltliteratur“, angesammelt habe. Man wolle ihm die Chance der Wiedergutmachung geben, Krummes müsse wieder gerade gebogen werden. Lenz solle den Beweis antreten, „dass wir uns auf sie verlassen können“, etwa durch die Rettung von Menschenleben. In der Haftanstalt habe man es ja auch mit Agenten, Terroristen und Provokateuren zu tun, mit gewissenlosen Verbrechern. „Sie könnten uns helfen, solche Anschläge gegen den Weltfrieden aufzudecken.“ (S. 191–193)
Lenz, der sogleich die ihm angetragene Spitzelrolle begreift, will Näheres dazu hören, wie das vonstattengehen könnte. Man könnte, heißt es, ihn aus der Einzelhaft in eine Zweierzelle zu jemandem verlegen, der von einem Anschlag auf die Republik zwar Kenntnis habe, der Stasi gegenüber aber schweige. Der könnte sich womöglich einem offenen Gesicht, wie es Lenz habe, anvertrauen. Als sich Lenz explizit aufgefordert sieht, als „Zellenspitzel“ tätig zu werden, wird abgewiegelt. Jeder Bürger sei für den Schutz des Staates mitverantwortlich, Häftlinge nicht ausgenommen. „Was wir Ihnen anbieten, ist eine ehrenvolle Aufgabe. Schließlich ist unsere Politik identisch mit den Grundinteressen aller friedliebenden Menschen.“ Ausdrücke wie „Spitzel“ oder „Denunziant“ müsse er vergessen. Lenz sieht sich durch das Anerbieten in seiner Haltung bestärkt und schlägt auch eine diesbezügliche Bedenkzeit in der Folge aus. Diese Leute konnten ihn für lange Zeit einsperren, ihm Frau und Kinder nehmen. Zum Idioten oder Schmutzfinken aber konnten sie ihn nicht machen; da endete ihre Macht. (S. 193–196)

## Nachbetrachtungen
Anfang der 1970er Jahre gab es, anders als dann in den 1980er Jahren, noch keine Möglichkeit, die Ausreise aus der DDR mit Erfolg zu beantragen, wenn man nicht durch eine Tat bewies, dass man mit dem Staat gebrochen hatte. Meist erfuhr man auch dann erst durch Mithäftlinge in Gefängnissen von dieser Möglichkeit. Die Haftzeit in der DDR erwies sich aber für Lenz längere Zeit als Einstellungshindernis bei der Arbeitsaufnahme im Westen. Sechs Wochen nach ihrer Ausreise gelang es den Eheleuten, ihre Kinder an einem Wochenende im Ostberliner Kinderheim zu besuchen, ohne dass die DDR-Behörden davon erfuhren oder man ihnen die Einreise verwehrte. In den zehn Jahren danach wurden sie allerdings, wie bereits beim Ausreisetransfer in Aussicht gestellt, regelmäßig an der Grenze zurückgewiesen. Ihre Kinder bekamen sie erst ein Jahr nach der eigenen Ausreise wieder und mussten noch froh sein, dass man sie nicht anderweitig zur Adoption in der DDR einbehielt, wie das teils in anderen Ausreisefällen geschah. (791–794)
Auf ihre Fluchtabsichten war die Stasi vermutlich aus westlichen Quellen hingewiesen worden und hatte daraufhin in ihrer Wohnung Abhörgerät installiert. Den Namen ihres Stasivernehmers und dessen Anschrift konnten sie ihrer Stasiakte entnehmen, verzichteten aber auf eine Kontaktaufnahme. Von ihren Freunden und Bekannten hatte niemand sie belastet. (795 f.) In seinem Nachwort zur Neuausgabe von 2023 (die Erstveröffentlichung von „Krokodil im Nacken“ datiert 2002) verweist Kordon auf neue „Mauern“ und Kriege, die nicht „kalt“ geblieben sind, auf Bespitzelungen und Verfolgung von Menschen in vielen Ländern nur wegen ihres Strebens nach einem freien und selbstbestimmten Leben. Sie fänden sich in Lager eingesperrt, gequält und gefoltert, mitunter zum Tod verurteilt. Es erfordere Mut, in derartigen Ländern, wo in jeder erdenklichen Weise Kontrolle ausgeübt werde, nicht zum „Helfer“ zu werden. In demokratisch regierten Ländern sei es leicht, die eigene Meinung zu vertreten. „Ein wertvolles Gut, das über lange Jahre erkämpft werden musste und das es noch immer zu verteidigen gilt.“ (797 f.)

## Rezeption
„Krokodil im Nacken“ wurde 2003 der Deutsche Jugendliteraturpreis verliehen. Mannes Aufwachsen sei so realistisch dargestellt, heißt es in der Begründung der Jugendjury, dass man sich gut vorstellen könne, wie eine Jugend jenseits des „Eisernen Vorhangs“ ausgesehen habe. Kordons Fokus auf Einzelschicksale findet besonderen Gefallen.
Reinhard Osteroth lobt in der Zeit, wie frei sich Kordon in dem Roman auf den verschiedenen Zeitebenen bewege. Die Zeitsprünge verhinderten Einströmigkeit und erhöhten die Spannung. Trotz der fast 800 Seiten werde das Buch nicht langweilig. Der Rezensent spricht eine dringende Lektüreempfehlung nicht nur für junge Leser aus. (Die Zeit, 2. Oktober 2002) Roswitha Budeus-Budde äußert sich in ihrer Buchbesprechung für die Süddeutsche Zeitung erschüttert über die den Häftlingen in DDR-Gefängnissen zugefügten Grausamkeiten. Sie lobt Kordon für seine Erzählweise, die nie staubtrocken sei und immer mit Sinn für das Komische einhergehe. Dabei werde nichts beschönigt und nichts vergessen. (Süddeutsche Zeitung, 25. November 2002) Für den TAZ-Rezensenten Jochen Schmidt zeigt der Roman, wie die DDR es geschafft habe, ihre eigentlich loyalen Bürger zu vergraulen, bis sie die Flucht ergriffen oder einknickten. Eigens hervorgehoben werden die Milieuschilderungen vom Prenzlauer Berg, die mit der Darstellung von Mannis Aufwachsen verbunden sind. (TAZ, 11. Januar 2003) Christoph Vormweg genießt laut seiner Deutschlandfunk-Besprechung des Romans eine spannende Lektüre. Kordons autobiografischer Klassiker habe in der Neuausgabe von 2023 nichts von seiner Sprengkraft verloren, weil er die DDR-Alltagsrealität ungeschönt beschreibe. Die Erzählweise findet er eingängig, sinnlich, dialogreich und differenziert. (Deutschlandfunk, 19. September 2023)